# Železnodorožnyj (Oblast' di Mosca)

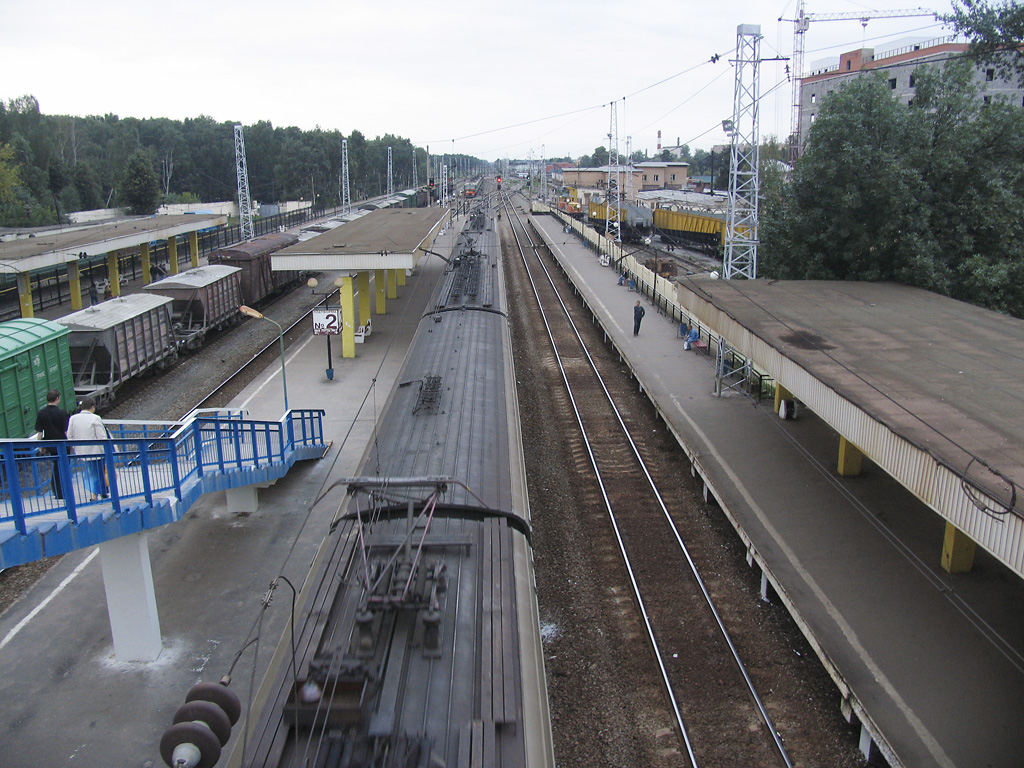
La stazione.

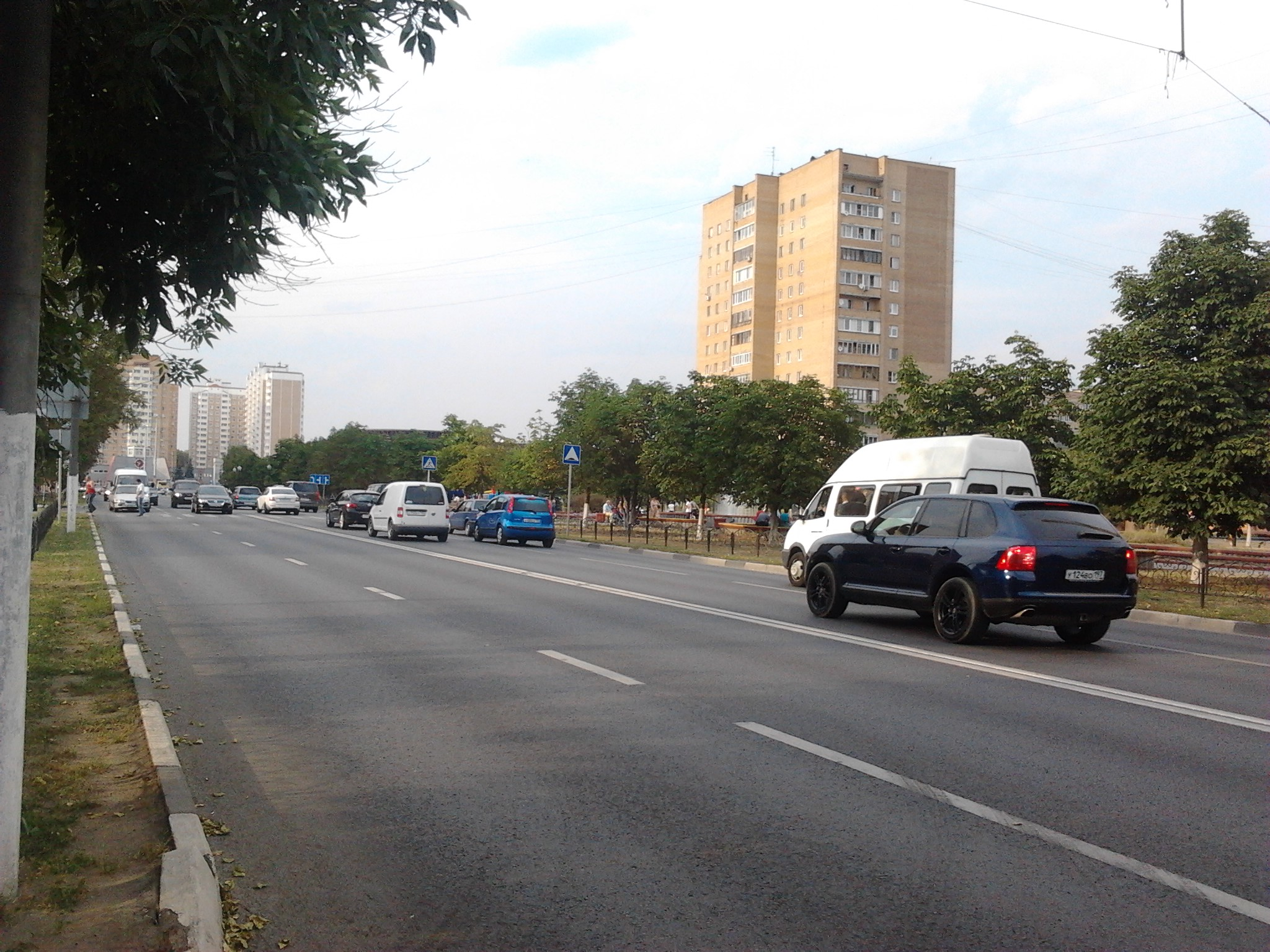
Via della città.

Železnodorožnyj (in russo Железнодорожный) è una città della Russia europea centrale, compresa nell'oblast' di Mosca, da cui dista circa 20 km.
La sua storia comincia nel 1861, quando un piccolo villaggio venne fondato vicino alla stazione ferroviaria di Obiralovka (Обира́ловка); nel 1938 fu ribattezzata Železnodorožnyj (che in russo vuole proprio dire ferroviario, della ferrovia), mentre nel 1952 fu elevata al rango di città. Il continuo sviluppo ha portato, nel corso dei decenni, all'assorbimento di alcuni preesistenti villaggi situati nelle immediate vicinanze.
La stazione ferroviaria si trova a circa 30 km da Mosca, collegata con essa alla stazione Kurskaja, sulla linea Mosca-Vladimir-Nižnij Novgorod.
Nel 2015, il distretto urbano di Zheleznodorozhny è stato annesso a quello di Balashikha. Zheleznodorozhny è diventato quindi una parte (un microdistretto) della città di Balashikha.

## Società

### Evoluzione demografica
Fonte: mojgorod.ru Archiviato il 29 novembre 2014 in Internet Archive.
- 1959: 39.600
- 1970: 57.100
- 1989: 97.400
- 1996: 99.300
- 1998: 100.000
- 2000: 100.100
- 2002: 103.931
- 2004: 107.000
- 2006: 116.500
- 2007: 118.900
- 2008: 122.600
- 2010: 131.257
- 2012: 135.971
- 2014: 146.251
- 2015: 152.024